# ماهیچه‌های جویدن
چهار ماهیچه اصلی برای جویدن وجود دارد. هنگام جویدن، سه ماهیچه جویدن (musculi masticatorii) وظیفه نزدیک‌کردن فک را بر عهده دارند و یکی (ماهیچه بالی جانبی) به باز کردن آن کمک می‌کند. هر چهار ماهیچه فک را به صورت جانبی حرکت می‌دهند. دیگر ماهیچه‌ها که معمولاً با استخوان لامی مرتبط هستند، مانند ماهیچه آسیالامی، علاوه بر بالی جانبی، مسئول باز کردن فک نیز هستند.

## ساختار
ماهیچه‌ها عبارت‌اند از:
ماهیچهٔ جَوِشی (شامل سر کم‌عمق و سر عمقی)
ماهیچهٔ گیجگاهی (برخی منابع ماهیچهٔ پروانه‌ای‌زیرواره‌ای را بخشی از ماهیچهٔ گیجگاهی می‌دانند و برخی آن را ماهیچه‌ای جداگانه تلقی می‌کنند)
ماهیچهٔ بالی درونی
ماهیچهٔ بالی بیرونی

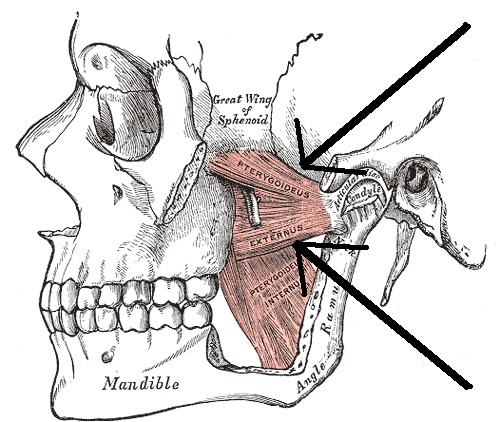

در انسان، فک پایین یا آروارهٔ زیرین از طریق مفصل گیجگاهی‌فکی به استخوان گیجگاهی جمجمه متصل است. این یک مفصل بسیار پیچیده است که امکان حرکت در همهٔ صفحه‌ها را فراهم می‌کند. ماهیچه‌های جَوِش از جمجمه منشأ گرفته و به فک پایین متصل می‌شوند و در نتیجه با انقباض خود امکان حرکات فک را فراهم می‌کنند.
هر یک از این ماهیچه‌های اصلی جَوِش به‌صورت جفتی هستند و هر سمت فک پایین یکی از این چهار ماهیچه را دارد.

### عصب‌دهی
برخلاف بیشتر ماهیچه‌های چهره که به‌وسیلهٔ عصب چهره‌ای (یا عصب جمجمه‌ای هفتم) عصب‌دهی می‌شوند، ماهیچه‌های جَوِش به‌وسیلهٔ عصب سه‌قلو (یا عصب جمجمه‌ای پنجم) عصب‌دهی می‌شوند. به‌طور دقیق‌تر، این ماهیچه‌ها از شاخهٔ عصب فکی (V3) عصب می‌گیرند. عصب فکی هم حسی و هم حرکتی است.

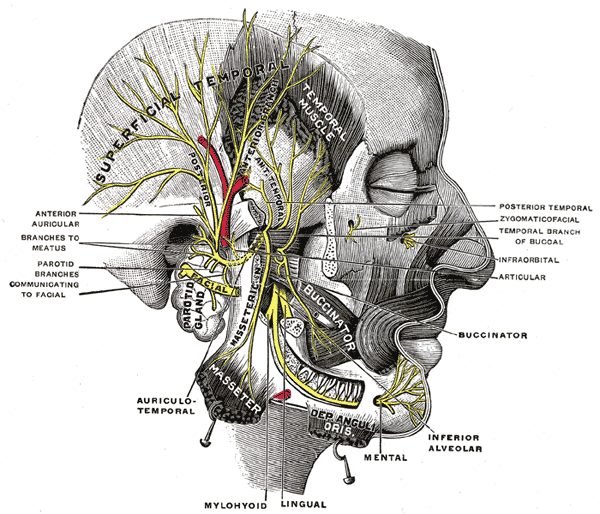

### رشد
از دیدگاه جنینی، همهٔ ماهیچه‌های جَوِش از نخستین قوس حلقی منشأ می‌گیرند.
در مقابل، ماهیچه‌های بیان چهره از قوس حلقی دوم منشأ می‌گیرند.

## کارکرد
فک پایین تنها استخوانی است که هنگام جَوِش و فعالیت‌هایی مانند صحبت‌کردن حرکت می‌کند.
در حالی که این چهار ماهیچه نقش اصلی در جَوِش دارند، ماهیچه‌های دیگری نیز به این فرایند کمک می‌کنند، مانند ماهیچه‌های زبان و گونه‌ها.
| محرک اصلی          | حرکت | خاستگاه | پیوندگاه |
| ------------------ | --- | --- | --- |
| ماهیچهٔ جَوِشی        | فک پایین را بالا می‌برد (دهان را می‌بندد و به جَوِش کمک می‌کند)                                                                                     | کمان گونه‌ای | فک پایین (زایدهٔ زامی و شاخهٔ فک پایین) |
| ماهیچهٔ گیجگاهی     | فک پایین را بالا برده و به عقب می‌کشد (دهان را می‌بندد؛ فک پایین را به عقب می‌برد)                                                                | استخوان گیجگاهی | فک پایین (زایدهٔ زامی و شاخه) |
| ماهیچهٔ بالی بیرونی | فک پایین را پایین می‌آورد، به جلو می‌برد و به طرفین حرکت می‌دهد (دهان را باز می‌کند؛ فک پایین را به جلو می‌راند؛ فک پایین را به طرفین جابه‌جا می‌کند) | سر بالایی: سطح زیرگیجگاهی بال بزرگ استخوان پروانه‌ای سر پایینی: صفحهٔ بالی بیرونی استخوان پروانه‌ای فک پایین؛ مفصل گیجگاهی‌فکی [[ماهیچهٔ بالی درونی | فک پایین را بالا می‌برد، به جلو می‌راند و به طرفین حرکت می‌دهد (دهان را می‌بندد؛ فک پایین را به جلو می‌راند؛ فک پایین را به طرفین جابه‌جا می‌کند) سر عمقی: سطح درونی صفحهٔ بالی بیرونی و استخوان کامی سر سطحی: برجستگی استخوان فک بالا فک پایین (شاخهٔ درونی زیر سوراخ فکی) |

## اهمیت بالینی
اختلال مفصل گیجگاهی‌فکی
دندان‌سایی